# Hôtel Excelsior (Aix-les-Bains)
L'hôtel Excelsior d'Aix-les-Bains est un ancien hôtel situé en France sur la commune d'Aix-les-Bains, dans le département de la Savoie en région Auvergne-Rhône-Alpes.
Transformé en immeuble d'appartements, l'édifice fait l’objet d'une inscription et d'un classement partiel au titre des monuments historiques en 1987 ainsi que d'une labellisation « Patrimoine du XXe siècle » depuis mars 2003,.

## Histoire
Cet hôtel a été créé comme annexe de l'hôtel Splendide. En 1957, le bâtiment a été vendu et transformé en appartements.